# Acacia Bandubola
Acacia Bandubola Mbongo, née à Kisangani, est une femme d'affaires et femme politique congolaise, membre de l'Union pour la démocratie et le progrès social (UDPS).
Elle est ministre des Affaires foncières depuis 2024 au sein du gouvernement de Judith Suminwa Tuluka.

## Biographie

### Jeunesse
Acacia Bandubola Mbongo est née le 16 juin[Quand ?], dans la ville de Kisangani, de Henriette Mbokoso Bokwetenge et Raphael Bandubola. Elle a fréquenté Complexe scolaire Okapi, une école privée de Kisangani, où ses parents vivaient à l'époque. En 1994, elle a déménagé à Kinshasa, la capitale et la plus grande ville du pays. Elle a poursuivi ses études au lycée Bosangani de 1994 à 1999. En 2000, elle a obtenu un diplôme d'État du lycée Molière. Elle est titulaire d'un Master 2 en économie monétaire avec mention distinction de l'université protestante au Congo.

### Carrière

#### Professionnelle
Acacia Bandubola Mbongo a travaillé pour Ecobank, FINCA, BIAC et Vodacom. 

#### Politique
Elle a commencé à militer politiquement en tant qu'étudiante. Elle est recrutée par Delly Sesanga pour son parti politique l'ENVOL. Elle intègre par la suite le RNS (Rassemblement pour une nouvelle société), pour lequel elle est candidate au poste de députée nationale dans la Funa, à Kinshasa.
Après son échec aux élections législatives de 2006, elle intègre l'Union pour la démocratie et le progrès social (UDPS) et c'est en France qu'elle poursuit son activité politique. Elle est remarquée par Étienne Tshisekedi. Elle participe à plusieurs manifestations et se rend dans d'autres pays d'Europe soutenir des militants congolais.
Elle est nommée  dans le gouvernement  Ilunga comme ministre de l'Économie nationale le 26 août 2019,, alors qu'elle occupait la fonction de vice-présidente de l'UDPS-France.
En tandem avec Jacquemain Shabani, Acacia Bandubola est nommée co-directrice de la campagne du président sortant Félix Tshisekedi à l'élection présidentielle de décembre 2023.
Lors des élections législatives du 20 décembre 2023, Acacia Bandubola est élue député national dans la circonscription de la Lukunga dans la ville-province de Kinsaha.

### Vie privée
Acacia Bandubola Mbongo est mariée et mère d'un enfant. 